# Crosslauf-Weltmeisterschaften 2023
Die 44. World Athletics Crosslauf-Weltmeisterschaften fanden am 18. Februar im australischen Bathurst im Bundesstaat New South Wales statt. Damit war Australien erstmals Ausrichter der Crosslauf-Weltmeisterschaften, die zum zweiten Mal nach 1988 in Ozeanien stattfanden.

## Wettkampfstätte und Austragungsmodus
Die Rennen wurde auf einem etwa zwei Kilometer langen Rundkurs auf dem Gelände des Mount Panorama Circuit ausgetragen. Das offizielle Programm umfasste fünf Wettbewerbe für Männer, Frauen, Junioren und Juniorinnen sowie eine Mixed-Staffel.

## Ergebnisse

### Männer (10 km)

#### Einzelwertung
| Platz | Athletin           | Land | Zeit (min) |
| ----- | ------------------ | ---- | ---------- |
| 1     | Jacob Kiplimo      | UGA  | 29:17      |
| 2     | Berihu Aregawi     | ETH  | 29:26      |
| 3     | Joshua Cheptegei   | UGA  | 29:37      |
| 4     | Geoffrey Kamworor  | KEN  | 29:37      |
| 5     | Kibiwott Kandie    | KEN  | 29:57      |
| 6     | Daniel Ebenyo      | KEN  | 30:01      |
| 7     | Sabastian Sawe     | KEN  | 30:04      |
| 8     | Rodrigue Kwizera   | BDI  | 30:06      |
| 9     | Hailemariyam Amare | ETH  | 30:10      |
| 10    | Mogos Tuemay       | ETH  | 30:11      |

Von 121 gemeldeten Athleten gingen 117 an den Start und erreichten 109 das Ziel.

#### Teamwertung
| Platz | Land und Athletinnen                                                      | Gesamtpunktzahl und Einzelplatzierung |
| ----- | ------------------------------------------------------------------------- | ------------------------------------- |
| 1     | Kenia Geoffrey Kamworor Kibiwott Kandie Daniel Ebenyo Sabastian Sawe      | 22 04 05 06 07                        |
| 2     | Äthiopien Berihu Aregawi Hailemariyam Amare Mogos Tuemay Chimdessa Debele | 32 02 09 10 11                        |
| 3     | Uganda Jacob Kiplimo Joshua Cheptegei Rogers Kibet Martin Kiprotich       | 37 01 03 15 18                        |

Insgesamt wurden 13 Teams gewertet.

### Frauen (10 km)

#### Einzelwertung
| Platz | Athletin               | Land | Zeit (min) |
| ----- | ---------------------- | ---- | ---------- |
| 1     | Beatrice Chebet        | KEN  | 33:48      |
| 2     | Tsigie Gebreselama     | ETH  | 33:56      |
| 3     | Agnes Jebet Ngetich    | KEN  | 34:00      |
| 4     | Grace Loibach Nawowuna | KEN  | 34:13      |
| 5     | Fotyen Tesfay          | ETH  | 34:30      |
| 6     | Hawi Feysa             | ETH  | 34:36      |
| 7     | Prisca Chesang         | UGA  | 34:42      |
| 8     | Edinah Jebitok         | KEN  | 34:45      |
| 9     | Emily Chebet Muge      | KEN  | 34:49      |
| 10    | Stella Chesang         | UGA  | 34:58      |

Von 90 gemeldeten Athletinnen gingen 88 an den Start und erreichten 84 das Ziel.

#### Teamwertung
| Platz | Land und Athletinnen                                                            | Gesamtpunktzahl und Einzelplatzierung |
| ----- | ------------------------------------------------------------------------------- | ------------------------------------- |
| 1     | Kenia Beatrice Chebet Agnes Jebet Ngetich Grace Loibach Nawowuna Edinah Jebitok | 16 01 03 04 08                        |
| 2     | Äthiopien Tsigie Gebreselama Fotyen Tesfay Hawi Feysa Gete Alemayehu            | 25 02 05 06 12                        |
| 3     | Uganda Prisca Chesang Stella Chesang Doreen Chesang Annet Chemengich Chelengat  | 41 07 10 11 13                        |

Insgesamt wurden elf Teams gewertet.

### Junioren (8 km)

#### Einzelwertung
| Platz | Athlet                     | Land | Zeit (min) |
| ----- | -------------------------- | ---- | ---------- |
| 1     | Ishmael Kipkurui           | KEN  | 24:56      |
| 2     | Reynold Kipkorir Cheruiyot | KEN  | 24:30      |
| 3     | Boki Diriba                | ETH  | 23:31      |

Von 70 gemeldeten Athleten gingen 69 an den Start und erreichten 64 das Ziel.

#### Teamwertung
| Platz | Land und Athleten                                                                | Gesamtpunktzahl und Einzelplatzierung |
| ----- | -------------------------------------------------------------------------------- | ------------------------------------- |
| 1     | Kenia Ishmael Kipkurui Reynold Kipkorir Cheruiyot Dennis Mutuku Daniel Kinyanjui | 22 01 02 09 10                        |
| 2     | Äthiopien Boki Diriba Bereket Zekele Abel Bekele Bereket Nega                    | 23 03 05 07 08                        |
| 3     | Vereinigte Staaten Emilio Young Marco Langon Max Sannes Kole Mathison            | 81 16 19 21 25                        |

Insgesamt wurden elf Teams gewertet.

### Juniorinnen (6 km)

#### Einzelwertung
| Platz | Athletin         | Land | Zeit (min) |
| ----- | ---------------- | ---- | ---------- |
| 1     | Senayet Getachew | ETH  | 20:53      |
| 2     | Medina Eisa      | ETH  | 21:00      |
| 3     | Pamela Kosgei    | KEN  | 21:01      |

Von 61 gemeldeten Athletinnen gingen 59 an den Start und erreichten 51 das Ziel.

#### Teamwertung
| Platz | Land und Athletinnen                                                   | Gesamtpunktzahl und Einzelplatzierung |
| ----- | ---------------------------------------------------------------------- | ------------------------------------- |
| 1     | Äthiopien Senayet Getachew Medina Eisa Lemlem Nibret Meseret Yeshaneh  | 15 01 02 05 07                        |
| 2     | Kenia Pamela Kosgei Faith Cherotich Joyline Chepkemoi Diana Chepkemoi  | 22 03 04 06 09                        |
| 3     | Vereinigte Staaten Ellie Shea Irene Riggs Karrie Baloga Zariel Macchia | 54 10 12 13 19                        |

Insgesamt wurden acht Teams gewertet.

### Mixed-Staffel (4 × 2 km)
| Platz | Land                   | Athleten                                                       | Zeit (min) |
| ----- | ---------------------- | -------------------------------------------------------------- | ---------- |
| 1     | Kenia                  | Emmanuel Wanyonyi Mirriam Cherop Kyumbe Munguti Brenda Chebet  | 23:14      |
| 2     | Äthiopien              | Adehana Kasaye Hawi Abera Getnet Wale Birke Haylom             | 23:21      |
| 3     | Australien             | Oliver Hoare Jessica Hull Stewart McSweyn Abbey Caldwell       | 23:26      |
| 4     | Südafrika              | Ryan Mphahlele Prudence Sekgodiso Tshepo Tshite Caster Semenya | 23:21      |
| 5     | Vereinigte Staaten     | Alec Basten Emma Coburn Jordan Mann Heather MacLean            | 24:21      |
| 6     | Vereinigtes Königreich | Joseph Wigfield Alexandra Bell Callum Elson Alexandra Millard  | 24:39      |
| 7     | Marokko                | Hafid Rizqy Soukaina Hajji Abdelatif Sadiki Ikram Ouaaziz      | 24:48      |
| 8     | Kanada                 | Matthew Beaudet Kate Current Perry Mackinnon Erin Teschuk      | 24:55      |

Es traten 15 Staffeln an und erreichten das Ziel.